# Коутс (Северна Каролина)
Коутс (енгл. Coats) град је у америчкој савезној држави Северна Каролина.

## Демографија
По попису из 2010. године број становника је 2.112, што је 267 (14,5%) становника више него 2000. године.
| Група             | 2000.         | 2010.         |
| Белци             | 1.374 (74,5%) | 1.442 (68,3%) |
| Афроамериканци    | 233 (12,6%)   | 257 (12,2%)   |
| Азијати           | 12 (0,7%)     | 5 (0,2%)      |
| Хиспаноамериканци | 219 (11,9%)   | 346 (16,4%)   |
| Укупно            | 1.845         | 2.112         |